# دیوید واندنبوشه
دیوید واندنبوشه (انگلیسی: David Vandenbossche؛ زادهٔ ۲۷ سپتامبر ۱۹۸۰) بازیکن فوتبال اهل فرانسه است.
از باشگاه‌هایی که در آن بازی کرده‌است می‌توان به باشگاه فوتبال اوسر، باشگاه فوتبال پاریس، و باشگاه فوتبال لوزان-اسپورت اشاره کرد.